# 什贴墓群
什贴墓群位于山西省晋中市榆次区什贴镇什贴村，共有六座封土墓，系北齐大司马韩轨及其家族的墓葬。2003年公布为晋中市文物保护单位。2006年5月25日公布为第六批全国重点文物保护单位。